# Catharina Höök
Catharina Höök, död 1727, var en svensk bokbindare och boktryckare.
Hon gifte sig med den kunglige boktryckaren  Henrik Keyser den yngre, son till Henrik Keyser som 1670 hade övertagit det kungliga boktryckeriet efter sin mor.  Vid makens död 1699 övertog hon tryckeriet och drev det biträdd av en faktor. Hon blev i samband med övertagandet inblandad i en arvstvist med sin styvdotter, som gjorts arvlös, en tvist som inte helt var löst vid hennes död.   
Hon övertog makens efterlämnade order, däribland beställningen på tryckandet av Karl XII:s bibel, en stor beställning vilket beskrivs som en prestigefylld del av den svenska stormaktens representation.  Denna beställning hade påbörjats av Keyser 1697, och slutfördes av Höök år 1703. Arbetet var trots dess prestige en ekonomisk förlustaffär, eftersom all egendom hade pantsatts för att kunna slutföra det, och Sveriges kyrkor var dåliga med betalningen under stora nordiska kriget.  1723 brann dessutom tryckeriet ned.